# 구니서당
창녕 구니서당(昌寧 求尼書堂)은 대한민국 경상남도 창녕군 고암면 가상리에 있는, 300여년 전 김굉필의 후손들이 세운 서당이다. 1997년 12월 31일 경상남도의 문화재자료 제249호로 지정되었다.

## 개요
구니서당은 300여년 전 김굉필의 후손들이 세운 것으로, 그 뒤 묘각이나 서당으로 사용하였다.
조선 고종 3년(1866)에는 김굉필의 둘째 아들 언상공을 비롯한 4명의 위패를 모시고 서원으로 지었으나, 고종 5년(1868) 흥선대원군의 서원철폐령으로 폐쇄되었다. 지금 있는 정당은 1916년에 규모를 넓게 수리한 것이다.
경내에는 정당을 비롯하여 사당, 동재, 서재, 문루, 관리사 등이 있다.

## 같이 보기
- 김굉필

## 참고 문헌
- 창녕 구니서당 - 국가유산청 국가유산포털